# DDR SDRAM

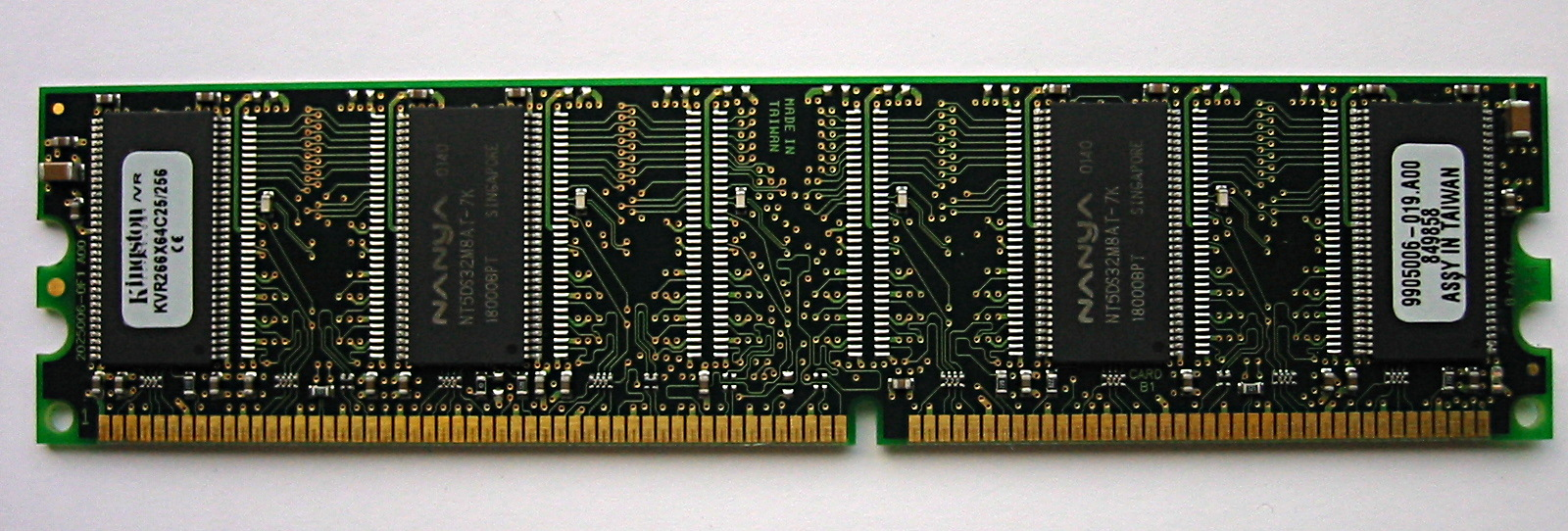
DDR-SDRAM DIMM van Kingston

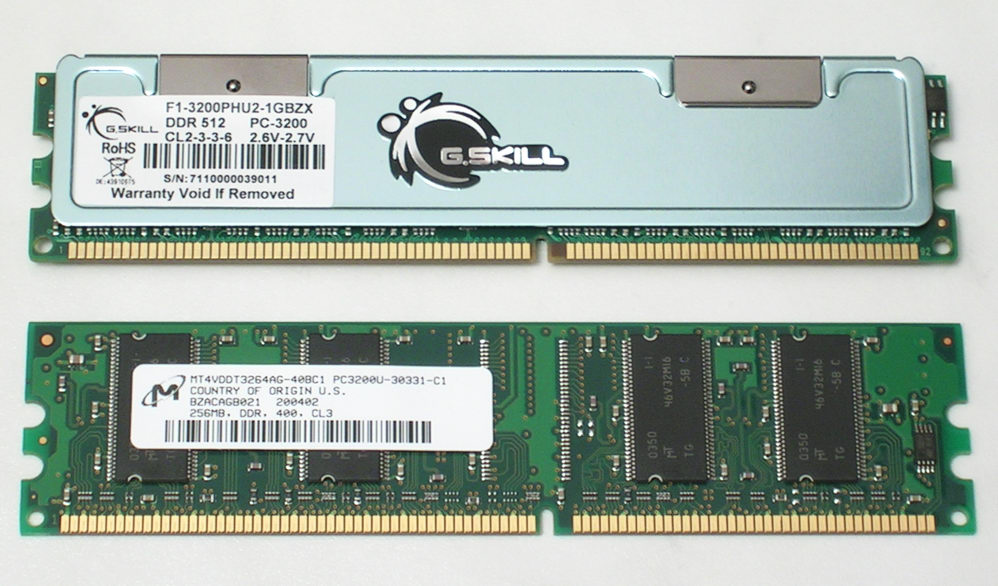
DDR-SDRAM, waarvan de bovenste met koelplaatjes.

Double data rate synchronous dynamic random-access memory (afgekort DDR SDRAM) is een type SDRAM waarmee een grotere bandbreedte wordt bereikt dan het oudere Single Data Rate SDRAM door meer gegevens over te brengen zonder de klokfrequentie van de geheugenbus te verhogen.
Geheugens werken op een bepaalde frequentie, en gebruiken daarbij een kloksignaal. Bij oudere typen geheugenmodules, zoals SDRAM, kon het geheugen alleen gegevens verwerken als het kloksignaal van een lage spanning naar een hoge spanning ging (de zogenaamde opgaande flank). DDR-geheugens kunnen per kloktik tweemaal zoveel data transporteren, omdat zowel op de op- als de neergaande flank van het kloksignaal een bit vervoerd wordt. Door gebruik van DDR-geheugens kan de snelheid van het hele computersysteem aanzienlijk toenemen.
Gegevens die met 64 bits tegelijkertijd worden overgebracht, geeft DDR een overdrachttarief (van de kloksnelheid van de geheugenbus) × 2 (voor Double Data Rate) × 64 (aantal overgebrachte bits) / 8 (aantal bits per byte). Dus met een busfrequentie van 100 MHz, heeft DDR een maximumoverdrachttarief van 1600 MB/s.
JEDEC is een organisatie die de normen voor snelheden van DDR SDRAM heeft bepaald, die in twee delen worden verdeeld: de eerste specificatie is voor het soort geheugenchips en de tweede is voor geheugensnelheid (DDR-200 of PC-1600).
Aangezien DDR werd opgevolgd door DDR2 en later DDR3, wordt de oudste versie over het algemeen aangeduid als DDR1.
Om een nieuwe generatie van DDR SDRAM te gebruiken moeten zowel het moederbord als de processor van de computer compatibel zijn met de technologie, daarom duurt de adoptie van nieuwe generaties relatief lang.

## DDR2
DDR2 is de tweede versie van Double Data Rate. Het grootste verschil met DDR is dat er 4 bits tegelijk worden uitgelezen, in plaats van de gebruikelijke 2 bits. Om de aanvoer van de extra bits bij te kunnen houden is de I/O-buffer tweemaal sneller gemaakt. Hierdoor is er tweemaal zoveel bandbreedte ten opzichte van DDR.

## DDR3
DDR3 is de naam van de vernieuwde DDR-geheugenstandaard die ontwikkeld is als de opvolger van DDR2. Het zou het energieverbruik moeten reduceren met 40% vergeleken met DDR2. Omdat DDR3 van de 90 nm-technologie gebruikmaakt, kan het op een lagere spanning werken (1,5 volt vergeleken met 1,8 volt bij DDR2 of de 2,5 volt bij DDR). "Dual-gate"-transistors zullen gebruikt worden om het weglekken van stroom te verminderen.
De prefetchbuffer van DDR3 is 8 bit, die van DDR2 is 4 bit, en die van DDR1 is 2 bit.
DDR3 heeft een klokfrequentie van 800 MHz tot 2500 MHz (tot nu toe) terwijl die van DDR2 tussen 400 en 1066 MHz is, en die van DDR tussen 200 en 600 MHz. Het is door gebruik te maken van stikstofkoeling gelukt om een 2400MHz-module op 3068 MHz te laten draaien.
Prototypes werden in 2005 aangekondigd, de DDR3-specificatie werd midden 2007 openbaar gemaakt.
DDR3-DIMMs hebben 240 contacten.

## DDR4
Er werd al vanaf 2005 aan de DDR4 technologie gewerkt door JEDEC, maar DDR4 werd pas in 2014 in gebruik genomen door particulieren, toen Intel de eerste processoren lanceerde die DDR4 ondersteunden.
DDR4 kent drie voordelen ten opzichte van DDR3: efficiëntie, snelheid en een hogere geheugendichtheid. Doordat DDR4 een lagere spanning heeft (1,2 volt vergeleken met 1,5 volt bij DDR3) is het tot 20% efficiënter dan DDR3.
Door deze hogere efficiëntie wordt de module minder warm en kan er een hogere kloksnelheid bereikt worden. DDR3-geheugen bereikt maximaal 2133 MHz terwijl er DDR4-modules zijn die 3200 MHz behalen.
Ten slotte verdubbelt de geheugendichtheid bij DDR4-geheugen. Daarom zal men enkel geheugenmodules vanaf 4 GB vinden in plaats van de 2GB-modules bij DDR3-geheugen.
De prefetchbuffer van DDR4 bleef gelijk, namelijk 8 bit.
DDR4-DIMM's hebben 288 contacten.

## Variaties
| DDR SDRAM standaard | Jaar van uitgave | Klokfrequentie (MHz) | Prefetchbuffer | Overdrachtssnelheid (MT/s) | Spanning (V) | DIMM-contacten | SO-DIMM-contacten | MicroDIMM-contacten |
| ------------------- | ---------------- | -------------------- | -------------- | -------------------------- | ------------ | -------------- | ----------------- | ------------------- |
| DDR1                | 2000             | 100–200              | 2n             | 200–400                    | 2,5/2,6      | 184            | 200               | 172                 |
| DDR2                | 2003             | 200–533,33           | 4n             | 400–1066,67                | 1,8          | 240            | 200               | 214                 |
| DDR3                | 2007             | 400–1066,67          | 8n             | 800–2133,33                | 1,5/1,35     | 240            | 204               | 214                 |
| DDR4                | 2014             | 800–1600             | 8n             | 1600–4133                  | 1,2/1,05     | 288            | 256               | —                   |
| DDR5                | 2020             | 1600–3600            | 16n            | 3200–7200                  | 1,1          | 288            | 262               | —                   |

## GDDR3
Het GDDR3-geheugen (met de G van graphics), met een gelijkaardige naam, maar een totaal andere technologie, is al enkele jaren in gebruik als geheugensoort voor grafische kaarten zoals die van nVidia en AMD (ATI).

## GDDR5
Het GDDR5-geheugen is een vernieuwde versie van GDDR3. De meeste moderne grafische kaarten maken er al gebruik van. Het grootste verschil tussen GDDR3 en GDDR5 is dat de kloksnelheid van GDDR5 hoger is dan die van GDDR3.

## GDDR6
Het GDDR6-geheugen is een vernieuwde versie van GDDR5. Het grootste verschil tussen GDDR5 en GDDR6 is dat de kloksnelheid van GDDR6 hoger is dan die van GDDR5.

## Geheugen en -modules
| Standaardnaam | Geheugenkloksnelheid | Tijd tussen signalen | Effectieve kloksnelheid | Transacties per seconde | Modulenaam | Maximale snelheid van gegevensoverdracht |
| ------------- | -------------------- | -------------------- | ----------------------- | ----------------------- | ---------- | ---------------------------------------- |
| DDR-200       | 1000 MHz             | 10,0 ns              | 2000 MHz                | 200 miljoen             | PC-1600    | 1,600 GB/s                               |
| DDR-266       | 13313 MHz            | 7,5 ns               | 26623 MHz               | 266 miljoen             | PC-2100    | 2,133 GB/s                               |
| DDR-333       | 16623 MHz            | 6,0 ns               | 33313 MHz               | 333 miljoen             | PC-2700    | 2,667 GB/s                               |
| DDR-400       | 2000 MHz             | 5,0 ns               | 4000 MHz                | 400 miljoen             | PC-3200    | 3,200 GB/s                               |
| DDR2-533      | 26623 MHz            | 7,5 ns               | 53313 MHz               | 533 miljoen             | PC2-4200   | 4,200 GB/s                               |
| DDR2-800      | 4000 MHz             | 2,5 ns               | 8000 MHz                | 800 miljoen             | PC2-6400   | 6,400 GB/s                               |
| DDR3-1066     | 53313 MHz            | 1,2 ns               | 106623 MHz              | 1,6 miljard             | PC3-8500   | 8,533 GB/s                               |
| DDR3-1333     | 66723 MHz            | 0,7 ns               | 133313 MHz              | 3,2 miljard             | PC3-10666  | 10,667 GB/s                              |
| DDR3-1600     | 8000 MHz             | 0,6 ns               | 16000 MHz               | 6,4 miljard             | PC3-12800  | 12,800 GB/s                              |
| DDR3-2000     | 10000 MHz            | 0,5 ns               | 20000 MHz               | 12,8 miljard            | PC3-14400  | 14,400 GB/s                              |

Alle bovenvermelde waarden worden door JEDEC gespecificeerd als JESD79. Alle snelheden van de RAM tussen of boven deze vermelde specificaties worden niet gestandaardiseerd door JEDEC — meestal zijn zij geoptimaliseerd door fabrikanten die een lagere vertragingstijd ondersteunen of modules die een hogere spanning gebruiken.
De pakketgrootte waarin DDR SDRAM wordt vervaardigd wordt ook gestandaardiseerd door JEDEC.
Er is geen architecturaal verschil tussen DDR SDRAM dat voor verschillende klokfrequenties wordt ontworpen, bijvoorbeeld PC-1600 (ontworpen om bij 100 MHz te lopen) en PC-2100 (ontworpen om bij 133 MHz te lopen). Het aantal wijst de nominale snelheid aan van de geheugenchip. Vandaar dat DDR SDRAM lagere kloksnelheden of hogere kloksnelheden kan aannemen dan waar het voor ontworpen werd (onder- of overklokken).